# Little Barningham
Little Barningham est un village et une paroisse civile du Norfolk, en Angleterre.